# Фердинанд Максимилиан фон Шпринценщайн
Фердинанд Максимилиан (Макс) фон Шпринценщайн (на немски: Ferdinand Maximilian/Max von Sprinzenstein; * 1624 или 1625; † 17 или 18 юли 1679, Виена) е австрийски благородник, граф, собственик на дворец Шпринценщайн в Горна Австрия, ландмаршал и генерал-ланд-полковник в Австрия унтер дер Енс.

## Живот
Той е син на Симон Хиронимус фон Шпринценщайн (1594 – 1639) и съпругата му Фелицитас Молард. Внук е на фрайхер Александер фон Шпринценщайн-Нойхауз (1540 – 1597) и графиня Емилиана Фугер (1564 – 1611), дъщеря на фрайхер Йохан Якоб Фугер фон Кирхберг и Вайсенхорн (1516 – 1575). През 1646 г. родът му е издигнат на имперски граф фон Шпринценщайн и Нойхауз.
От началото на 1648 г. Фердинанд е съветник на император Фердинанд III. Той става истински кемерер на младия Леополд I и дворцов майстер на ерцхерцогините Елеонора Мария Хабсбург-Австрийска (по-късно кралица на Полша) и Мария Анна Йозефа Австрийска.
През 1682 г. Фердинанд става обрист-наследствен мюнц-майстер. Той е член на литературното „Фрухтбрингенде общество“.
Фердинанд Максимилиан определя в завещанието си от 21 януари 1671 г. най-старият му внук да добави името му „Шпринценщайн“ и да наследи всичките собствености. Внукът му граф Карл Йозеф фон Ламберг (1686 – 1743) се нарича граф „Ламберг-Шпринценщайн“. През 1831 г. собственостите отиват на граф Йохан Ернст фон Хойос-Шпринценщайн (1779 – 1849) и се образува линията „Хойос-Шпринценщайн“, която съществува до днес.

## Фамилия
Фердинанд Максимилиан се жени на 8 февруари 1660 г. в църквата „Св. Михаел“ във Виена за графиня Мария Катарина Елеонора Куртц фон Фалей, фрайин на Турн и Зенфтенау (* 1637; † 14 февруари 168, Виена), дъщеря на имперския вице-канцлер имперски граф Фердинанд Зигизмунд Куртц фон Зенфтенау (1592 – 1659). Те имат две дъщери, които умират 1704 г. от детска шарка:
- Катарина Елеонора фон Шпринценщайн (* 1660; † 28 ноември 1704), омъжена на 23 януари 1679 г. за имперски граф (от 1667 г.) Леополд Йозеф фон Ламберг (* 13 маи 1654, Виена; † 28 юни 1706, Виена), дипломат и императорски таен съветник.
- Мария Регина фон Шпринценщайн и Нойхауз (* 1662; † 27 ноември 1704, Виена), омъжена на 26 януари 1681 г. във Виена за граф Леополд Карл Хойос (* 26 февруари 1657, Виена; † 23 август 1699, Виена), граф на Хойос и фрайхер на Щихзенщайн в Долна Австрия.